# 例解新国語辞典
『例解新国語辞典』（れいかいしんこくごじてん）は、三省堂が発行する、日本の中学生向け小型国語辞典。略称は『例解新』（れいかいしん）。初版発行は1984年と歴史があり、改訂ペースも比較的早い。中学の教科書から言葉を採集しているほか、方言や誤用に詳しく、表現に関する補説も充実していることが特徴である。第11版からは、中学生向けの国語辞典では初の、オールカラー紙面となった。最新版は2025年に発行された第11版で、収録語数は約6万語。

## 特色
収録語数は約6万語と、中学生向け国語辞典の中で最多である。用例や類義語、対義語を豊富に掲載しているほか、第11版の改訂では、古語、ICT関連用語も増補した。
三省堂辞書出版部の山本康一は、第11版刊行時に、「NHK BSドラマ「舟を編む」でもモチーフとして使われた「からかう」の［方言］"山梨では、「手を尽くす」という意味でも使う"のように、ある地方の特有の語だけでなく、共通語と同じ語形だが、違う意味を持つ「気づかない方言」も豊富に掲載しています」と述べている。
また、誤用に詳しいとされる『明鏡国語辞典』と同様に、「注意」欄があることも特色である。ながさわは、「扱われている表現の数は『明鏡国語辞典』よりもかなり少ない」としつつも、「『明鏡国語辞典』が「この表現は誤り」と断言しがちなのに対して、『例解新』は「本来は誤りだが最近はこういう意味で使う人がいる」のようにマイルドな書き方をしていることが多く、書きぶりもだいぶ異なっています」と、その独自の記述を分析している。

## 評価
鈴木喬雄は、初版の語釈について、「平易であるが水準は高い」「動詞の意味分析については類書にない説明が行われている」と高く評価している。
ながさわは、第10版刊行後に他社の中学生向け国語辞典と『例解新国語辞典』を比較した上で、「『例解新』の項目はバランスがとれていると評価できそうです」と述べている。